# Malcolmia triloba
Malcolmia triloba är en korsblommig växtart som först beskrevs av Carl von Linné, och fick sitt nu gällande namn av Spreng.. Malcolmia triloba ingår i släktet strandlövkojor, och familjen korsblommiga växter. Inga underarter finns listade i Catalogue of Life.

## Bildgalleri

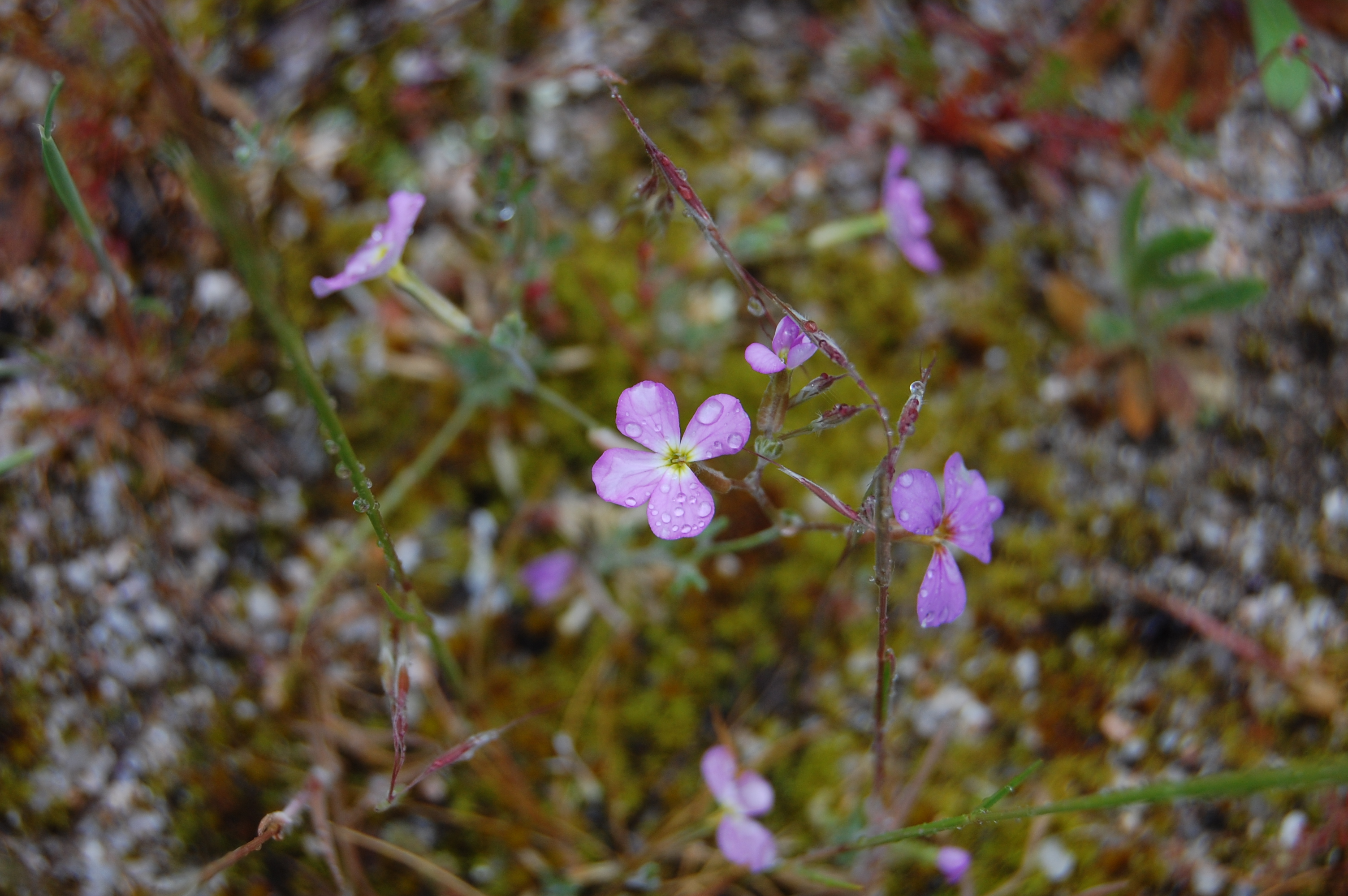